# Wii Street U powered by Google
『Wii Street U powered by Google』（ウィー ストリート ユー パワード バイ グーグル）は、2013年2月7日に任天堂より配信開始されたWii U専用ダウンロードソフト。2013年10月31日までは無料でダウンロード可能で、以後は有料。2016年2月29日に配信終了、2016年4月1日にサービス終了。
Google マップのGoogle ストリートビューがWii U内で使用できるソフトで、Wii U GamePadを動かして周りを見渡したり、テレビにストリートビューを表示することが可能。2011年のElectronic Entertainment Expoに出展された車をWii U GamePadで360度見渡せるデモソフトを原型としている。

## 主な機能
ストリートビュー
Wii U GamePadとテレビを用いてストリートビューを閲覧する。
スライドショー
世界各地の名所のストリートビューが順々に表示される。
おすすめスポット
おすすめの地域を紹介してくれる機能で、おすすめスポットはアップデートで随時追加された。
ルートビュー
指定した現在地から目的地へのルートが連続で表示される。
写真撮影
Miiverseに投稿することができる写真を撮影できる。
旅人
本作のストリートビュー内に隠れているキャラクターで「記録」に書かれている暗号をもとに探し出すことができる